# 고조지 뉴타운

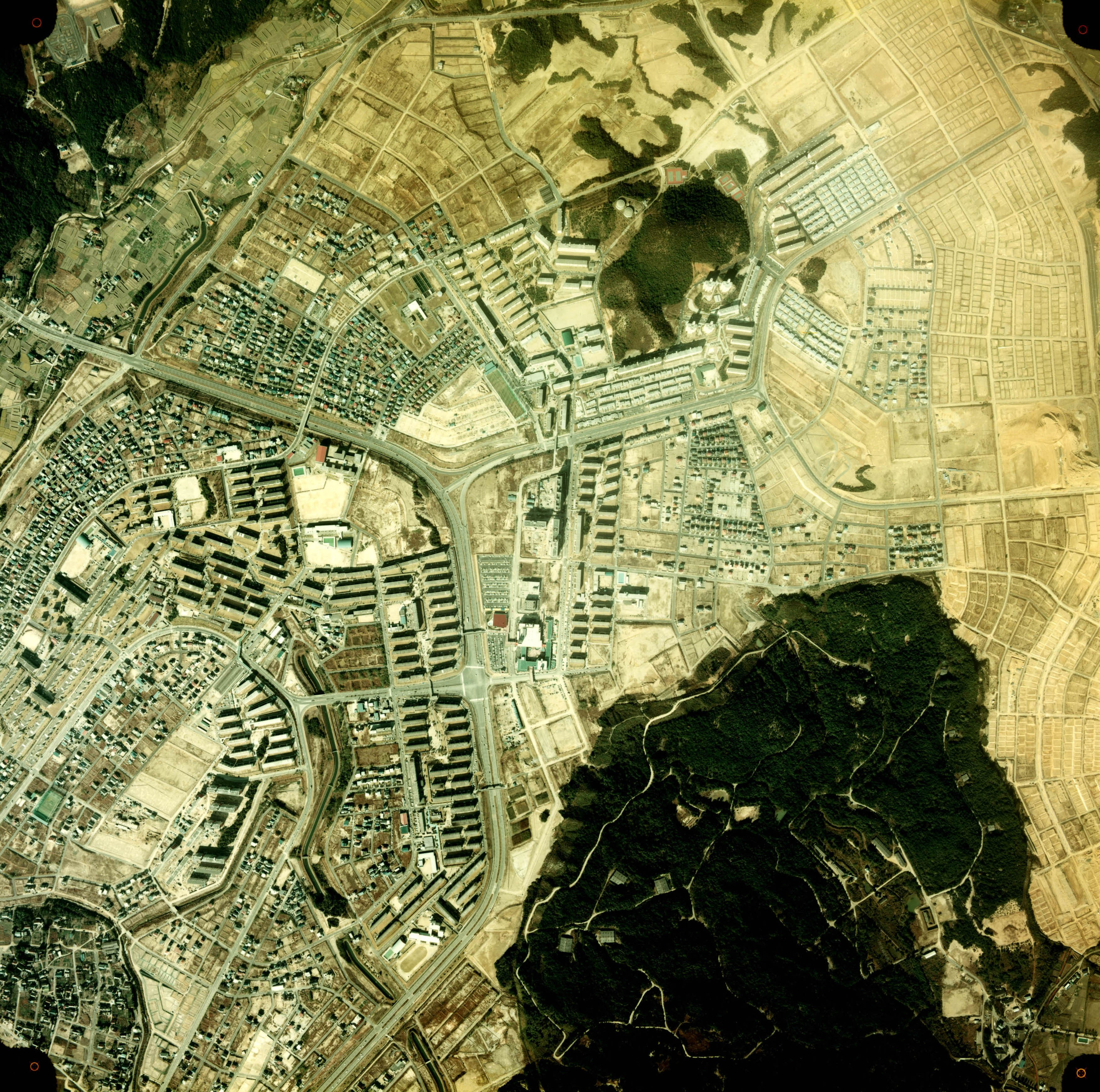
1976년 항공 사진이다. 오시자와다이 일대까지는 공사하고 있는 상태에 머물러 있어, 입주하지 않는 상태에 있고, 뒷켠에는 비어 있게 하는 상태에 이르는 공터들도 나지막하게 보인다.

고조지 뉴타운(일본어: 高蔵寺ニュータウン)은 아이치현 가스가이시의 북동부 지역에 자리잡은 구릉 지대에 조성된 뉴타운이다. 센리 뉴타운, 다마 뉴타운과 더불어 이와 동시에 지어진 뉴타운 중의 하나로 손을 꼽힌다. 그래서 이 뉴타운이 구릉 지대에 개간하여 건설될 때 본격적으로 인연을 맺은 관계가 있다. 그리고 가장 가까운 철도역인 고조지역으로부터 JR 주오 본선의 나고야역까지는 약 30분 정도 소요된다. 그리고 이 주변에는 선 마르셰라는 쇼핑몰이 인근 지역에 있다. 이와 같이 이 뉴타운은 오사카부와 도쿄도 사이의 중간 지역에 세워진 뉴타운으로 손을 꼽힌다.

## 근처에 위치하고 있는 철도역
- JR 주오 본선, 아이치 환상철도(일본어판), 아이치 환상 철도선 : 고조지역이 유일하게 정차한다.

## 같이 보기
- 일본의 뉴타운(일본어판)
- 선 마르셰(일본어판)
- 도카타이 뉴타운(일본어판)
- 쓰바타 슈이치(일본어판)